# Чёрная (нижний приток Ларевки)
Чёрная — река в России, протекает в Чердынском районе Пермского края. Устье реки находится в 14 км по правому берегу реки Ларевка. Длина реки составляет 14 км.
Исток реки в холмах северо-восточной части Пермского края в 12 км к северо-востоку от северной оконечности озера Чусовское. Течёт на юг, всё течение проходит по ненаселённому заболоченному лесу.

## Данные водного реестра
По данным государственного водного реестра России относится к Камскому бассейновому округу, водохозяйственный участок реки — Кама от водомерного поста у села Бондюг до города Березники, речной подбассейн реки — бассейны притоков Камы до впадения Белой. Речной бассейн реки — Кама.
По данным геоинформационной системы водохозяйственного районирования территории РФ, подготовленной Федеральным агентством водных ресурсов:
- Код водного объекта в государственном водном реестре — 10010100212111100006451
- Код по гидрологической изученности (ГИ) — 111100645
- Код бассейна — 10.01.01.002
- Номер тома по ГИ — 11
- Выпуск по ГИ — 1